# Aci Sant'Antonio
Aci Sant'Antonio é uma comuna italiana da região da Sicília, província de Catania, com cerca de 15.664 habitantes. Estende-se por uma área de 14 km², tendo uma densidade populacional de 1119 hab/km². Faz fronteira com Aci Bonaccorsi, Aci Catena, Acireale, Valverde, Viagrande, Zafferana Etnea.

## Demografia
| Variação demográfica do município entre 1861 e 2011                               |
|                                                                                   |
| Fonte: Istituto Nazionale di Statistica (ISTAT) - Elaboração gráfica da Wikipedia |